# John Shadden
John Thomas Shadden (Long Beach, 10 de mayo de 1963) es un consultor y deportista estadounidense que compitió en vela en las clases 470 y Snipe.
Participó en los Juegos Olímpicos de Seúl 1988, obteniendo una medalla de bronce en la clase 470 (junto con Charles McKee). Ganó una medalla de bronce en el Campeonato Mundial de 470 de 1988.
Estudió Administración de Empresas en la Universidad del Sur de California y en la Escuela de Negocios Wharton de la Universidad de Pensilvania, y cursó un máster en Gestión Patrimonial en la Escuela de Negocios Stern de la Universidad de Nueva York. Fue uno de los fundadores de una firma de consultoría en Long Beach, en la que trabaja como consultor de inversiones.

## Palmarés internacional
| \| Juegos Olímpicos \| Juegos Olímpicos \| Juegos Olímpicos \| Juegos Olímpicos \| \| Año \| Lugar \| Medalla \| Clase \| \| ------------------ \| -------------------- \| ----------------- \| ---------------- \| \| 1988 \| Seúl (Corea del Sur) \| Medalla de bronce \| 470 \| \| Campeonato Mundial \| \| \| \| \| Año \| Lugar \| Medalla \| Clase \| \| 1988 \| Haifa (Israel) \| Medalla de bronce \| 470 \| |                      |                   |       |
| Juegos Olímpicos |                      |                   |       |
| Año | Lugar                | Medalla           | Clase |
| 1988 | Seúl (Corea del Sur) | Medalla de bronce | 470   |
| Campeonato Mundial |                      |                   |       |
| Año | Lugar                | Medalla           | Clase |
| 1988 | Haifa (Israel)       | Medalla de bronce | 470   |